# Жизнь после жизни (книга, Муди)
«Жизнь после жизни: исследование феномена — переживание смерти тела» (англ. Life after life: The investigation of a phenomenon — survival of bodily death) — вышедшая в 1975 году одна из трёх книг Реймонда Моуди, посвящённых околосмертным переживаниям.
«Жизнь после жизни» была продана тиражом более 13 миллионов экземпляров, была переведена на десятки иностранных языков и стала международным бестселлером, что сделало тему околосмертных переживаний популярной и открыло путь для многих других исследований.

## Содержание
Моуди был одним из первых исследователей околосмертных переживаний. Он первым предложил этот термин и описал переживания со слов приблизительно 150 людей, переживших клиническую смерть.
Из анализа рассказов 150 пациентов, которые пережили клиническую смерть, Моуди выделил девять наиболее часто упоминаемых событий, которые регулярно появлялись в отчётах. Никто из обследованных не пережил все 9 ощущений. Некоторые испытали и описали только 2 или 3, другие давали описания 5 или 6 ощущений. Этот «образцовый» опыт был подробно описан в книге, которая снабжена многочисленными цитатами людей, имевших околосмертный опыт.
Общие, наиболее частые ощущения:
- слышимые звуки, похожие на гудение
- чувство умиротворённости и безболезненности
- наличие ощущения отстранённости
- чувство путешествия через туннель
- чувство парения в небеса
- видение других людей, часто мёртвых родственников
- встреча с духовным или светящимся существом
- обзор картин прошедшей жизни
- чувство нежелания возвратиться к жизни

Во второй книге, «Размышления о жизни после жизни» (ISBN 0-8177-1423-3), которая вышла в 1977, количество разных переживаний увеличилось до 15.

## Критика
Предполагаемые доказательства существования загробной жизни, приводимые Моуди, подвергались резкой критике как с логической, так и с эмпирической точек зрения.  Канадский психолог Джеймс Олкок (James Alcock) отметил, что «автор книги, похоже, игнорирует большую часть научной литературы, посвященной галлюцинаторным переживаниям в целом, замалчивая при этом тот факт, что методы его исследования весьма ограничены».
Философ и скептик Пол Куртц отметил, что свидетельства Моуди основаны исключительно на личных интервью и субъективных рассказах, а статистический анализ его данных не проводился. По словам Курца, «нет надежных доказательств того, что люди, сообщающие о таких переживаниях, умерли и вернулись, или что сознание существует отдельно от мозга или тела».

## Влияние
Книга "Жизнь после жизни" упоминается в романе Э. В. Лимонова "Это я, Эдичка" в связи с размышлениями главного героя о посмертных страданиях самоубийц.
Также исследования доктора Моуди разложены с точки зрения христианского мировоззрения Серафимом Роуз в его книге "Душа после смерти".